# Buthus balmensis
Espèce
Buthus balmensis est une espèce de scorpions de la famille des Buthidae.

## Distribution
Cette espèce est endémique du Var en Provence-Alpes-Côte d'Azur en France. Elle se rencontre dans le massif de la Sainte-Baume vers 1 000 m d'altitude.

## Description
Le mâle holotype mesure 67,76 mm et les femelles paratypes 71,65 mm et 72,73 mm.

## Systématique et taxinomie
Cette espèce a été décrite par Ythier et Laborieux en 2022.
L'espèce a été décrite à partir de trois individus, un mâle et deux femelles, collectés sur la crête du massif de la Sainte-Baume.

## Étymologie
Son nom d'espèce, composé de balm[a] et du suffixe latin -ensis, « qui vit dans, qui habite », lui a été donné en référence au lieu de sa découverte, le massif de la Sainte-Baume, du Gaulois Balma.

## Publication originale
- Ythier & Laborieux, 2022 : « The genus Buthus Leach, 1815 (Scorpiones: Buthidae) in France with description of a new species from the Sainte-Baume Massif. » Faunitaxys, vol. 10, no 47, p. 1-13 (texte intégral).